# Kamil' Zakirov
Kamil' Mjaskutovič Zakirov (in russo Камиль Мяскутович Закиров?; Ul'janovsk, 15 novembre 1998) è un ex calciatore russo, di ruolo centrocampista.

## Caratteristiche tecniche
È un centrocampista centrale.

## Carriera
Cresciuto nel settore giovanile del Krasnodar, nel 2017 si è trasferito all'Anži. Ha esordito in prima squadra il 1º marzo 2019 disputando l'incontro di Prem'er-Liga vinto 1-0 contro l'Orenburg.

## Statistiche
Statistiche aggiornate al 31 marzo 2019.

### Presenze e reti nei club
| Stagione        | Squadra         | Campionato      | Campionato | Campionato | Coppe nazionali | Coppe nazionali | Coppe nazionali | Coppe continentali | Coppe continentali | Coppe continentali | Altre coppe | Altre coppe | Altre coppe | Totale | Totale | Totale |
| Stagione        | Squadra         | Comp            | Pres       | Reti       | Comp            | Pres            | Reti            | Comp               | Pres               | Reti               | Comp        | Pres        | Reti        | Pres   | Reti   |        |
| --------------- | --------------- | --------------- | ---------- | ---------- | --------------- | --------------- | --------------- | ------------------ | ------------------ | ------------------ | ----------- | ----------- | ----------- | ------ | ------ | ------ |
| 2017-2018       | Anži-2          | 2D              | 11         | 0          |                 | -               | -               |                    | -                  | -                  |             | -           | -           | 11     | 0      |        |
| 2018-2019       | Anži            | PL              | 4          | 0          | CR              | 0               | 0               |                    | -                  | -                  |             | -           | -           | 4      | 0      |        |
| Totale carriera | Totale carriera | Totale carriera | 15         | 0          |                 | 0               | 0               |                    | -                  | -                  |             | -           | -           | 15     | 0      |        |